# Hallstaviks kyrka
Hallstaviks kyrka är en kyrkobyggnad i Hallstavik och tillhör Häverö-Edebo församling i Uppsala stift. Före sammanslagningen 2006 hörde kyrkan till Häverö församling. Kyrkan ligger på en skogbevuxen tomt utmed landsvägen. På en bergknalle mittemot kyrkans ingång står en klockstapel som är en kopia av Gunillaklockan i Uppsala. Kyrkklockan är gjuten av Bergholtz klockgjuteri. Materialet är gamla slitna maskindelar från Hallsta pappersbruk. En begravningsplats är anordnad mellan kyrkan och klockstapeln.

## Kyrkobyggnaden
Under 1920-talet utvecklades ett samhälle kring Hallsta pappersbruk och behov av en gudstjänstlokal fanns där. Hallstaviks kyrka ritades av professor Ivar Tengbom och byggdes av Aktiebolaget Armerad Betong. I september 1932 lades grundstenen och 23 september 1933 invigdes kyrkan av ärkebiskop Erling Eidem. Kyrkan är byggd i tegel efter traditionell medeltida modell och består av ett rektangulärt långhus. I söder finns ett vidbyggt vapenhus och öster om långhuset och koret finns en vidbyggd sakristia. Ytterväggarna har rött fasadtegel i munkförband och pryds av en korsformad blindering. Alla byggnadsdelar täcks av branta, kopparklädda sadeltak. Kyrkorummet är enskeppigt och täcks av ett trätunnvalv. I valvet, på läktarbarriären och predikstolen finns dekorativa målningar utförda av Gunnar Torhamn.

## Inventarier
- Dopfunten är tillverkad av stenhuggare Isak Davoust efter ritningar av kyrkans arkitekt.
- Vid dopfunten finns en glasmålning utförd av Hugo Gehlin. Motivet är jungfru Maria med Jesusbarnet och i bakgrunden finns Hallsta pappersbruk.
- Triumfkrucifixet är snidat av Gunnar Torhamn.
- Gunnar Torhamn har även målat altartavlan som föreställer Jesus och hans apostlar.
- Nattvardskärl, paten, oblatask och vinkanna är av silver och har komponerats av Arnold Karlström.
- Sju ljusstakar, en brudkrona, två mindre vaser samt en dopfuntsskål är alla tillverkade i silver efter ritningar av Jacob Ängman.

### Orgel
- 1942 byggde H Lindegren, Göteborg en orgel med 10 stämmor två manualer och pedal. Orgeln flyttades 1967 till Fjellstedtska skolan, Uppsala.
- Den nuvarande orgeln flyttades hit 1967 från Hofors kyrka. Orgeln var byggd 1957 av Grönlunds Orgelbyggeri, Gammelstad. Orgeln är mekanisk med slejflådor och har ett tonomfång på 56/30.

| Huvudverk I   | Öververk II     | Pedal          | Koppel |
| Rörflöjt 8´   | Gedackt 8´      | Kvintadena 16´ | I/P    |
| Principal 4'  | Rörflöjt 4'     | Nachthorn 4'   | II/P   |
| Kvintadena 4' | Principal 2'    | Dulcian 8'     | II/I   |
| Blockflöjt 2' | Sifflöjt 1'     | Skalmeja 2'    |        |
| Scharf III 1' | Sesquialtera II |                |        |
|               | Regal 8'        |                |        |
|               | Tremulant       |                |        |

## Bilder

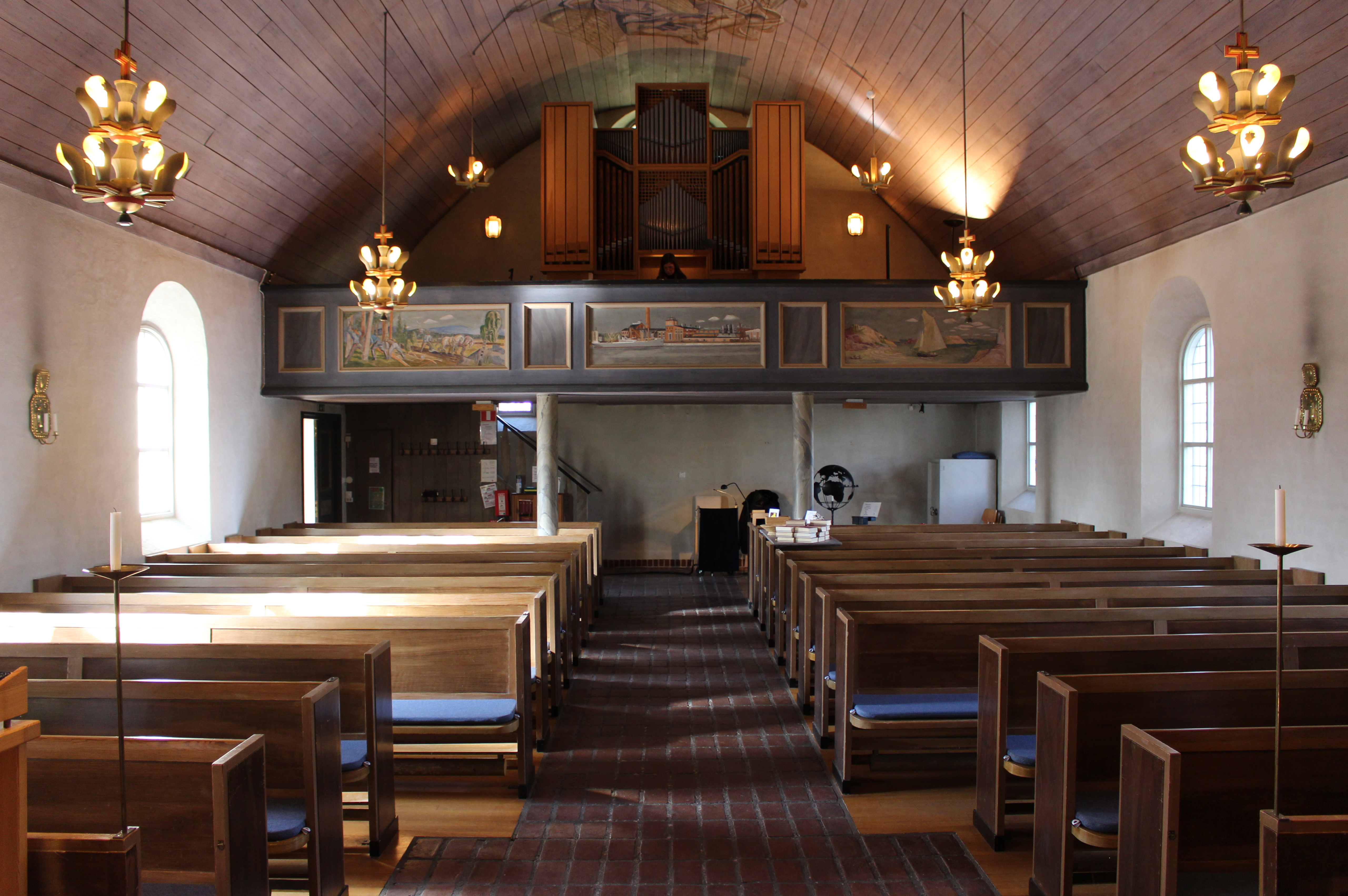
Kyrkorum mot väster
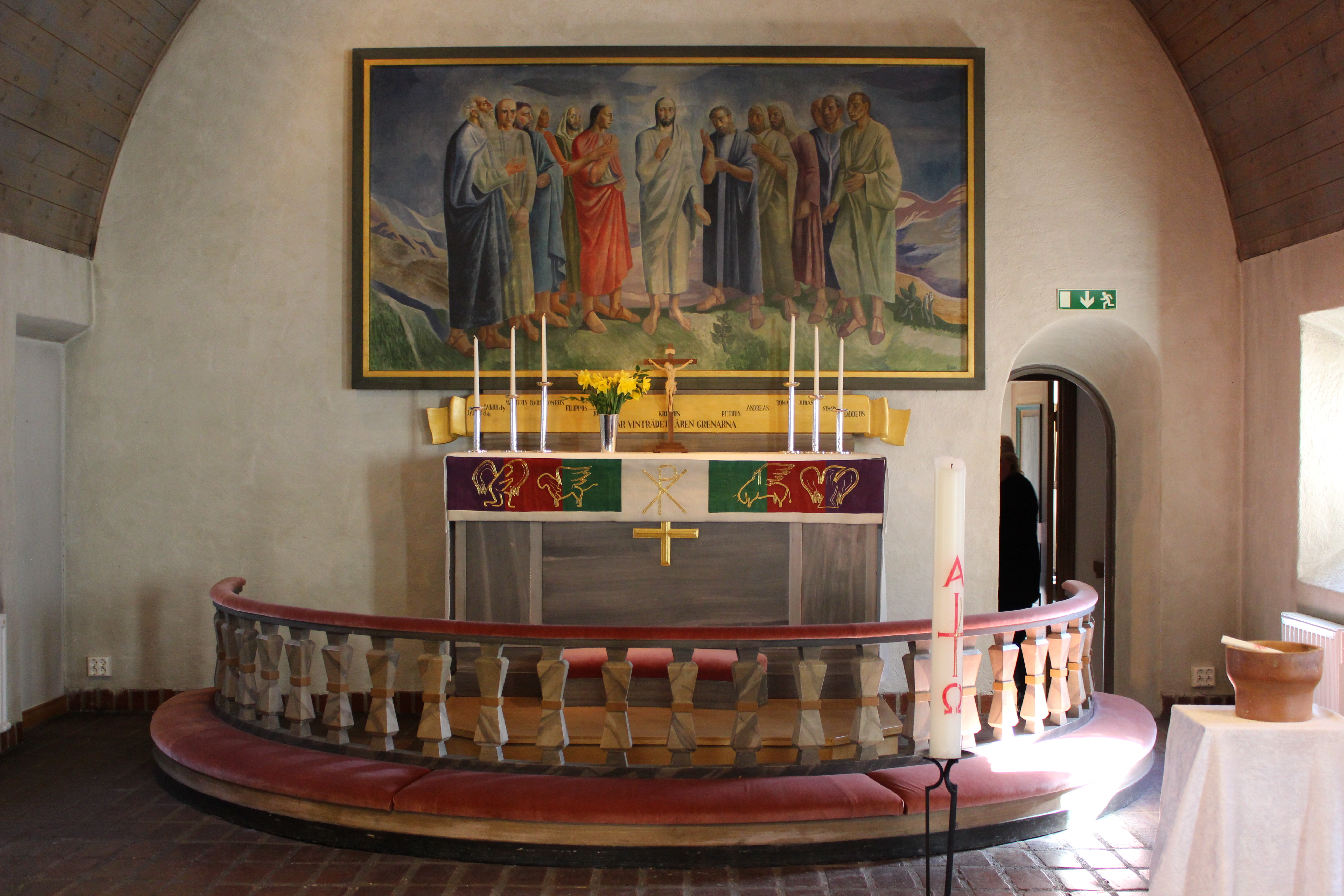
Kor med altare
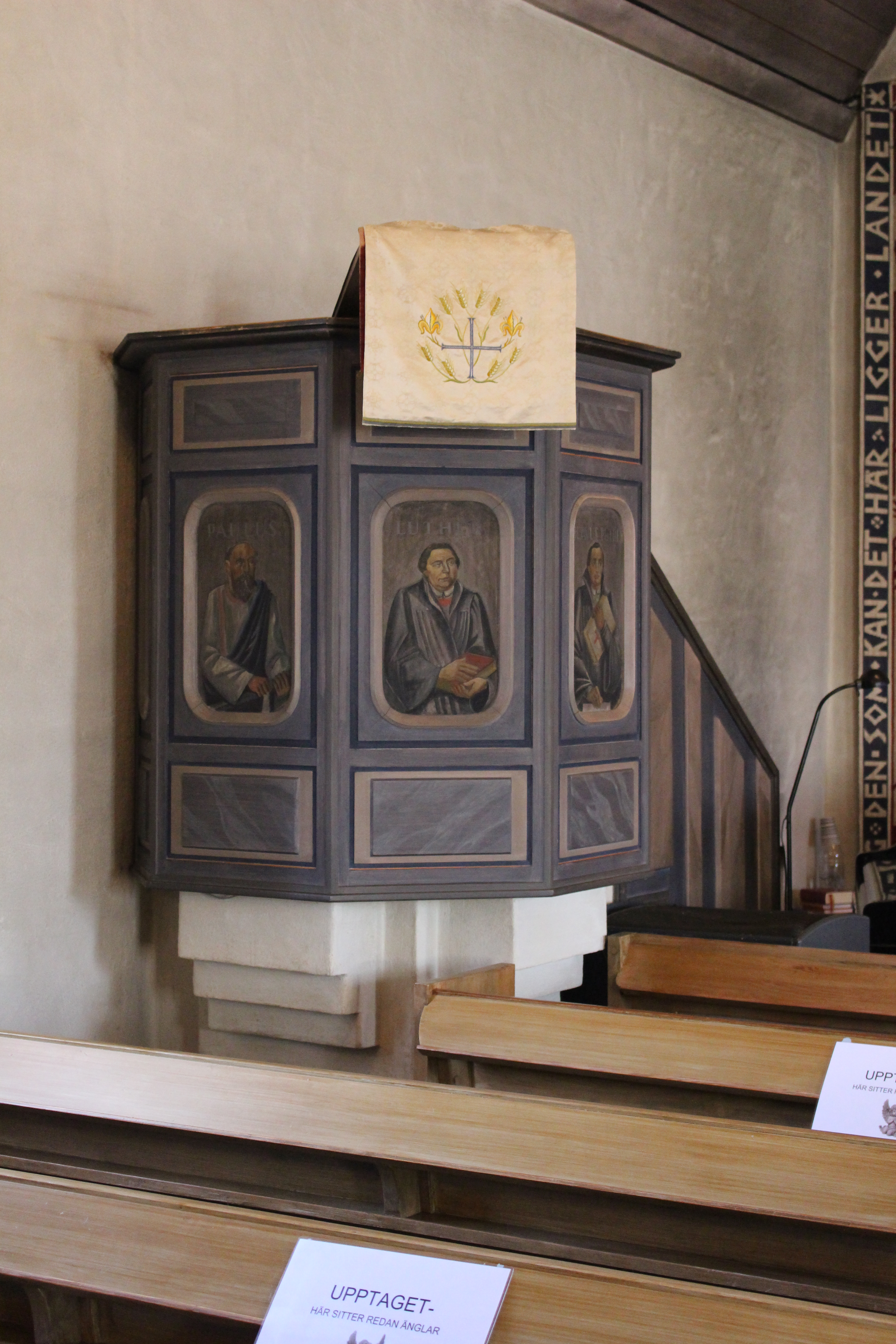
Predikstol
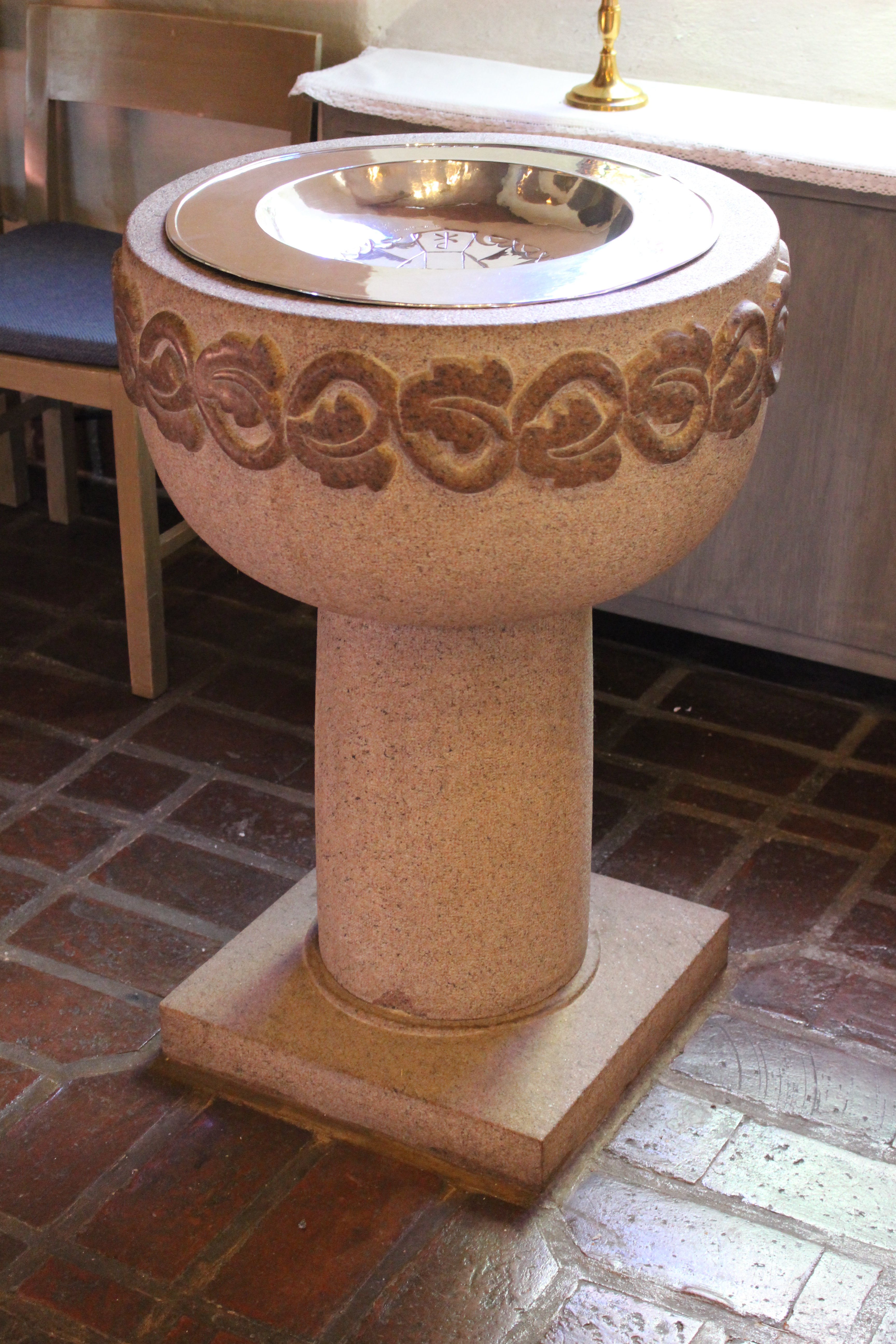
Dopfunt
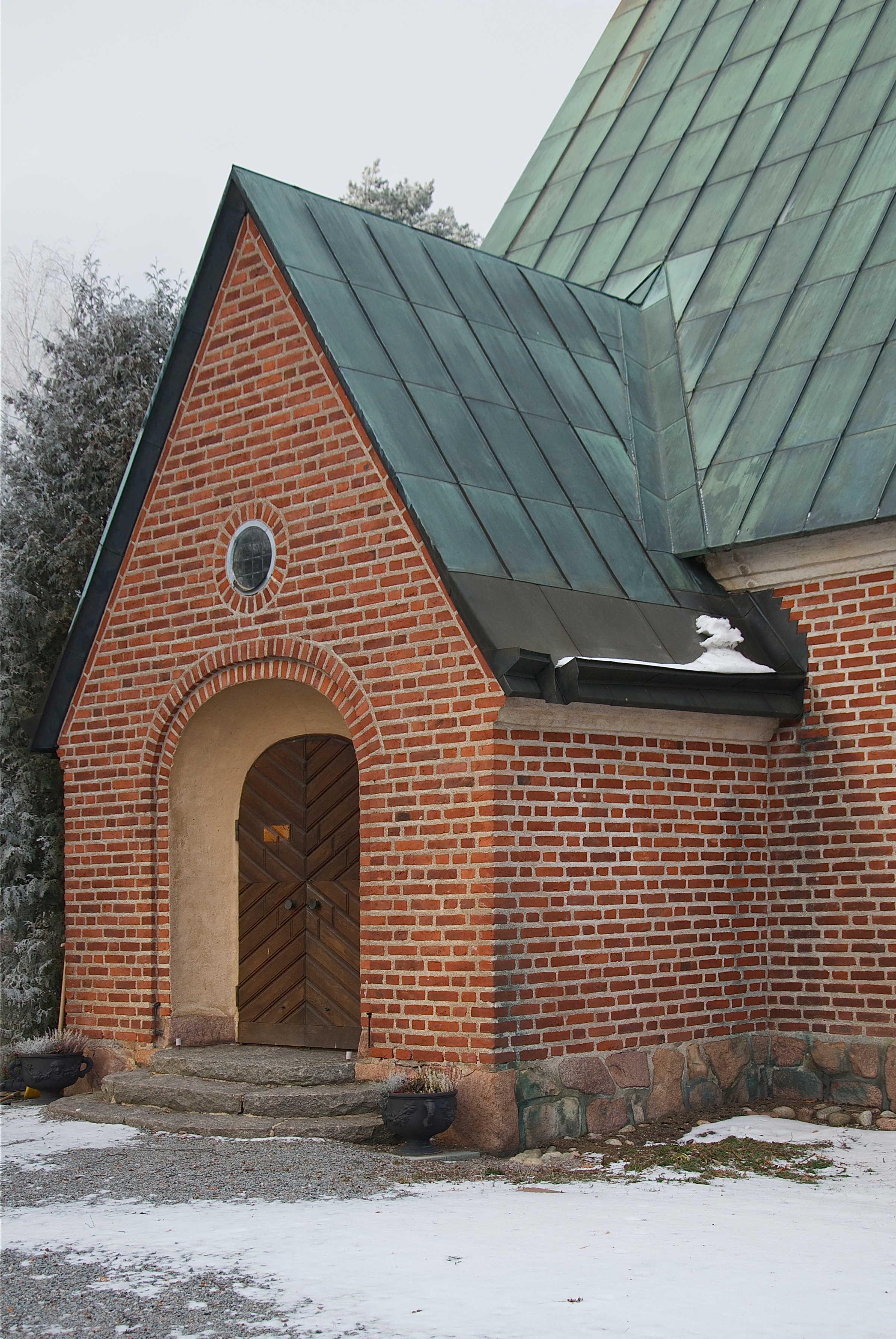
Entrén
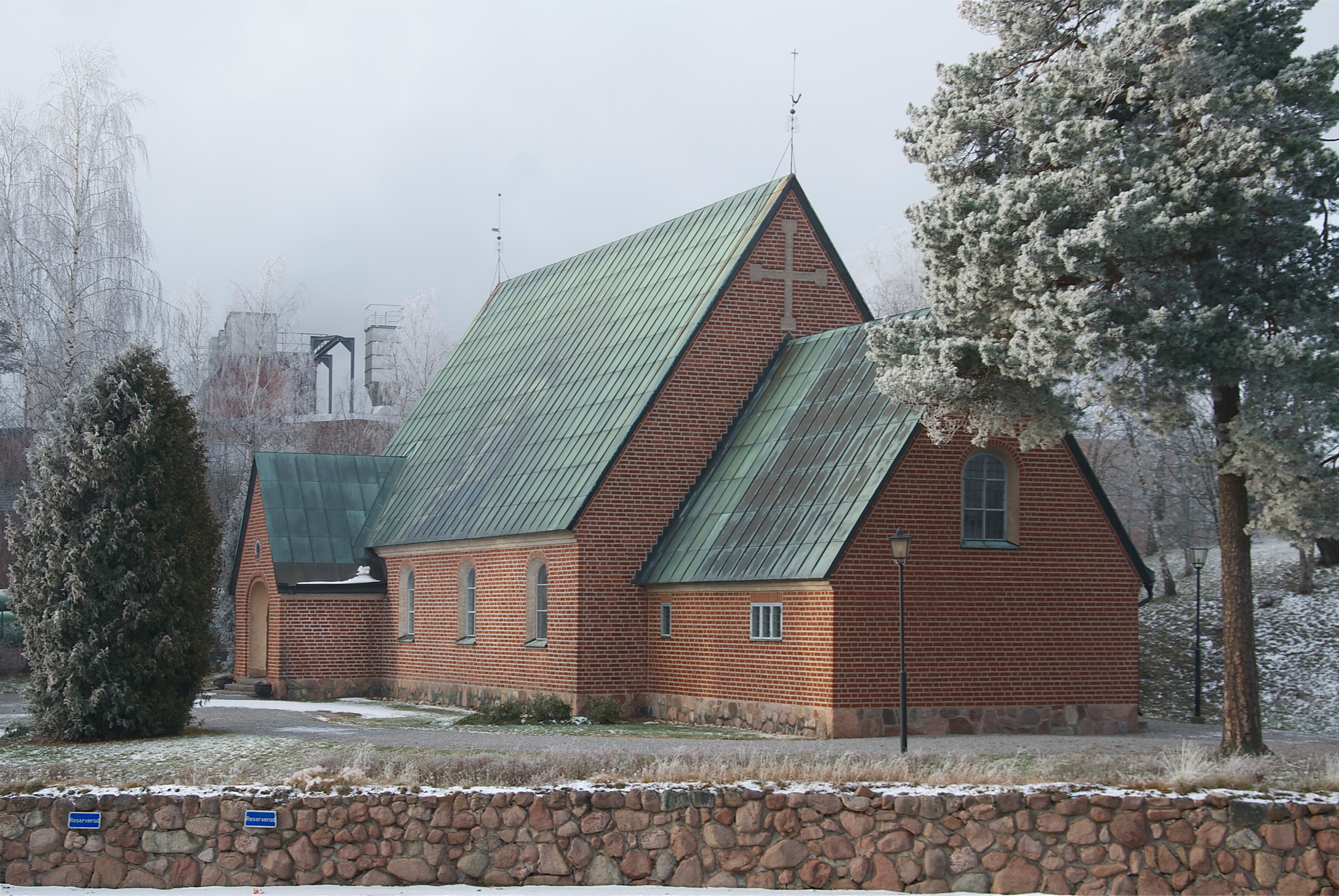
Kyrkan
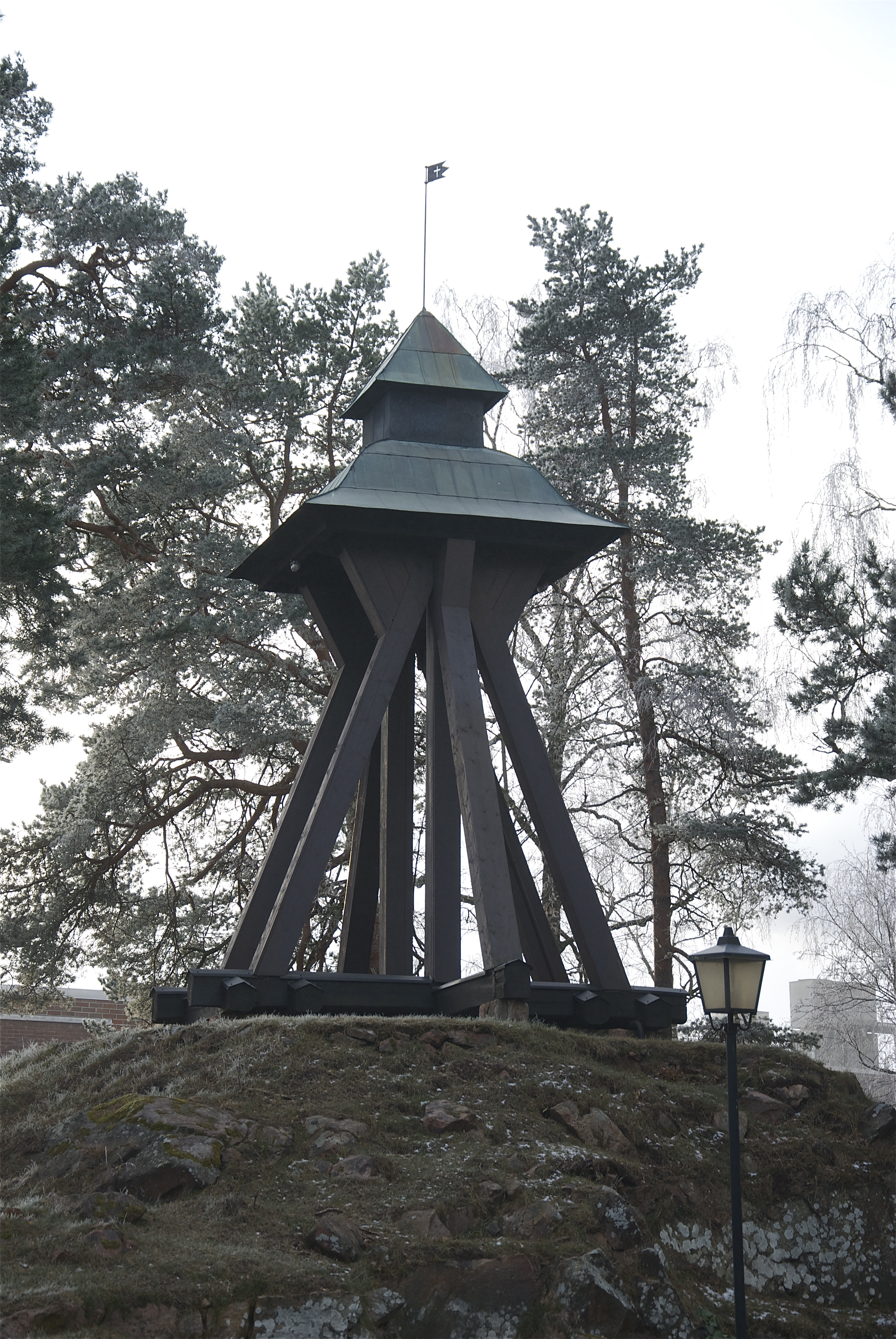
Klockstapeln
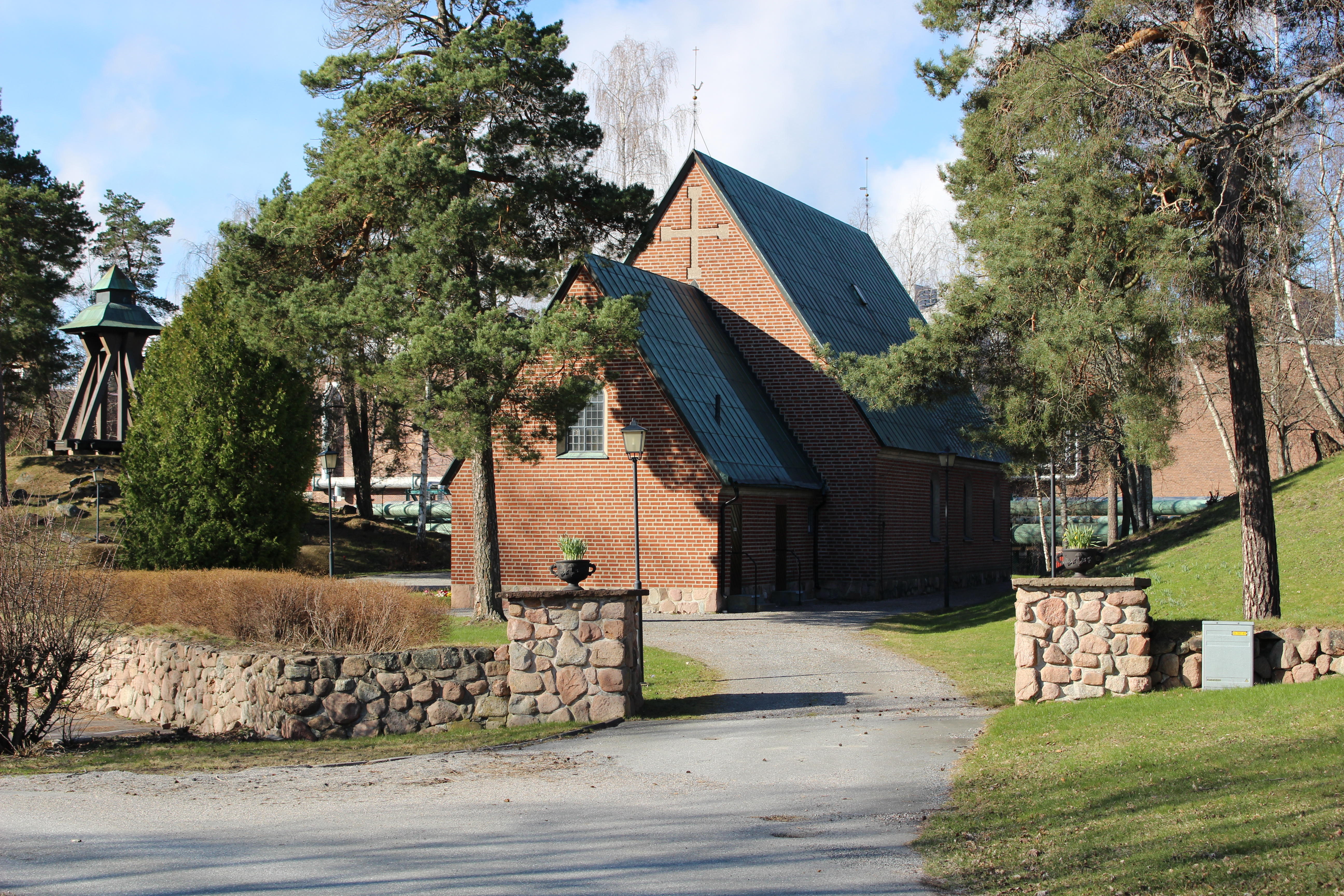
Vy från öster

### Webbkällor
- Upplandia.se - En site om Uppland
- www.roslagen.se